# Manuel Lao Hernández
Manuel Lao Hernández, (Doña María, Almeria, 10 de juny de 1944) és un empresari espanyol dedicat als sectors de l'oci, joc i entreteniment, hoteler i immobiliari. És fundador i president de nombroses empreses, entre les quals destaquen Cirsa, operadora de casinos, bingos i jocs electrònics a Espanya, Itàlia i Amèrica Llatina, entre altres empreses. És un dels espanyols més rics segons la revista Forbes.

## Biografia
Manuel Lao neix el 10 de juny de 1944 al poble de Doña María, província d'Almeria. Fill de Cándido Lao García i Elena Hernández. Als dotze anys es trasllada a viure a Terrassa. Estudia mestratge industrial i treballa uns anys en AEG, encara que la seva vocació empresarial el porta a emprendre negocis relacionats amb l'hostaleria i els serveis.
Al 1968 es casa amb Rosa Gorina Cazorro, amb la qui té tres fills: Manel, nascut el 1970, avui és Vicepresident-Executiu de CIRSA; Esther, dedicada a la Fundació MLH i Ingrid, empresària en el sector de la restauració i serveis.
L'any 1978 juntament amb el seu germà Juan creen l'empresa Compañía Internacional de Recreativos SA que l'any 1983 li canvien el nom per CIRSA.
L'any 1988 crea el holding empresarial: International Holding Service (IHS) amb l'objectiu de reagrupar tot el negoci internacional del joc i oci, que l'any 1996 passa a denominar-se Leisure & Gaming (L&G).
L'any 1989 construeix a Terrassa l'Hotel de quatre estrelles, Don Cándido. Serà inaugurat l'any 1992 pels Jocs Olímpics de Barcelona 1992, ja que serà l'hotel de varis equips d'hoquei herba.
A l'abril del 2005 crea la Fundació Manuel Lao Hernández per tornar a la societat una part del que ha rebut.
L'any 2007 constitueix NORTIA Corporation, conglomerat empresarial amb activitat a diversos sectors: Joc, Immobiliària, Hotels i agropecuària, que l'any 2015 va facturar més de 2.000 milions d'euros i dona feina a unes 18.000 persones en Espanya, Itàlia i llatinoamèrica.
És membre de les juntes directives de la patronal espanyola CEOE (Confederació Espanyola de Organitzacions Empresarials), de la catalana Foment de la Producció, i presideix la patronal espanyola del joc COFAR, (Confederació Espanyola d'Empresaris del Joc).